# Kolding
Cet article concerne la ville. Pour la commune, voir Kolding (commune).
Kolding (Coldingue en français) ([ˈkʰʌleŋ]) est une ville portuaire du Danemark dans la région du Danemark-du-Sud.

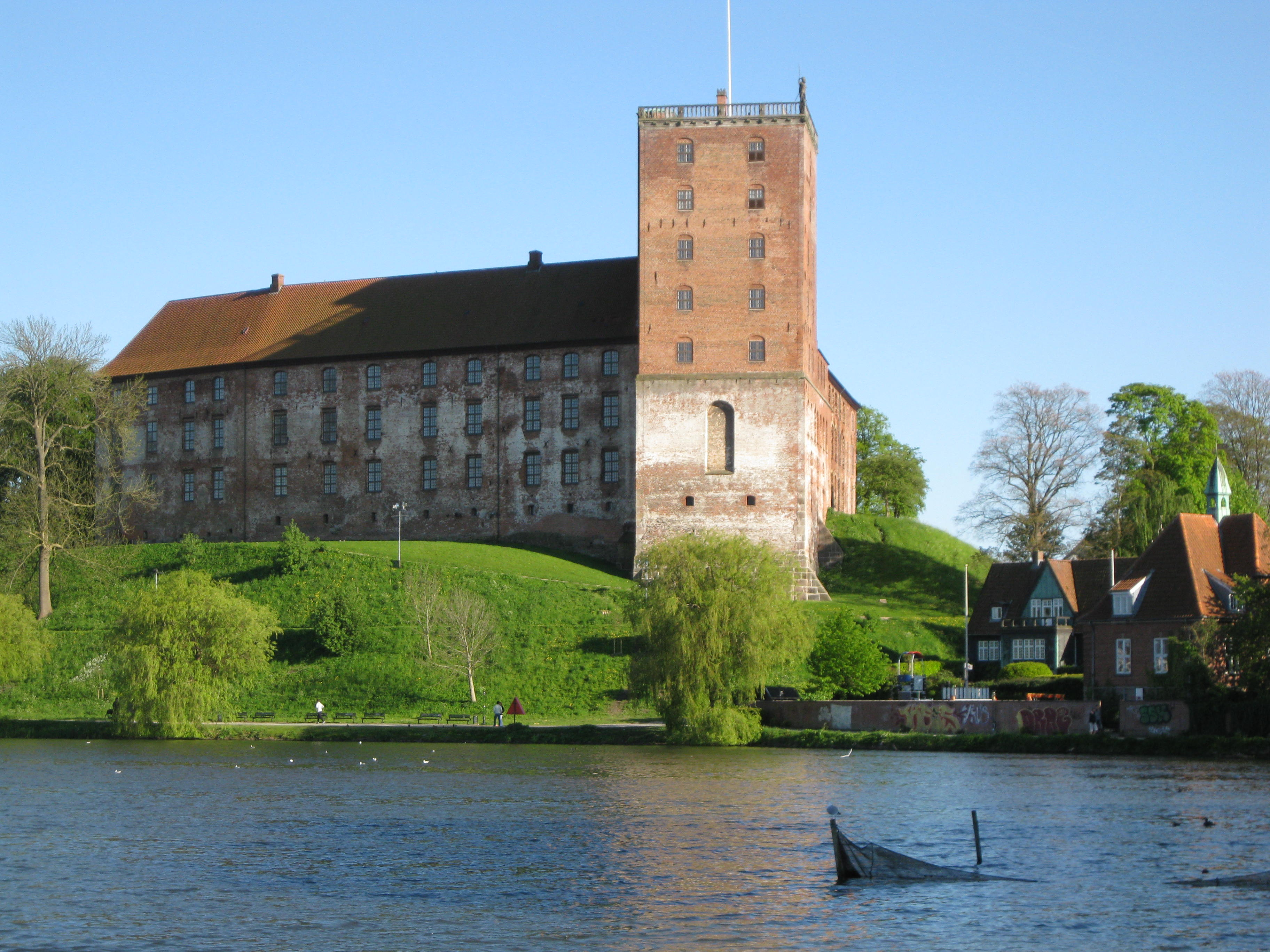
Koldinghus.

La ville compte 62 444 habitants au 1er janvier 2024.

## Histoire
- Siège de Kolding (1658)

## Événement sportif
- Du 3 au 20 décembre 2020, la ville accueille le championnat d'Europe féminin de handball ou se déroule les rencontres du Groupe C et D puis du Groupe II du Tour principal.

## Personnalités liées à la commune
- Jan Mölby, footballeur danois.